# FTAPI
Die FTAPI Software GmbH ([ɛfʈɐpi]) ist ein Unternehmen mit Sitz in München, das Softwarelösungen für geschäftlichen Datenaustausch entwickelt und vertreibt. FTAPI wird in Unternehmen und öffentlichen Einrichtungen eingesetzt, um sensible Informationen organisationsübergreifend, DSGVO-konform sowie durchgängig verschlüsselt zu übertragen.

## Unternehmensgeschichte
Während seiner Studienzeit arbeitete Stephan Niedermeier, der damalige CTO von FTAPI, als freiberuflicher Consultant. Dabei stieß er häufig auf Probleme beim Transfer großer Daten. Mit dem Ziel, Dateien beliebiger Größe so einfach und sicher wie möglich zu versenden, entwickelte Niedermeier 2009 den Prototyp der Software. Das Konzept wurde beim Münchner Businessplan Wettbewerb aufgrund seines innovativen Ansatzes ausgezeichnet und in der Folge von mehreren Förderprogrammen unterstützt. Die Firmengründung erfolgte Ende 2010, im selben Jahr erlangte das erste Produkt Marktreife. 2013 holte die Firma Daniel Niesler, als CEO von FTAPI, ins Boot, um von dessen Expertise im Zusammenhang mit Internet-Unternehmen zu profitieren.
Im Februar 2014 übernahm die QSC AG 51 Prozent der Anteile von FTAPI. Gründer Stephan Niedermeier und Daniel Niesler bleiben am Unternehmen beteiligt.
Im Jahr 2017 übernahm das Management-Team um Daniel Niesler und der aktuelle CEO Ari Albertini FTAPI im Rahmen eines Management-Buyouts vollständig.
2021 erhielt FTAPI eine Series-A-Finanzierung in Höhe von 14,5 Millionen Euro durch den Wachstumsinvestor Yttrium, die zur Erweiterung des Teams beitrug.
Anfang 2025 folgte eine weitere Finanzierungsrunde über mehr als 65 Millionen Euro, angeführt von Armira Growth und Tikehau Capital. Im Zuge dieser strategischen Neuausrichtung trat Daniel Niesler von seiner Position als Geschäftsführer zurück, bleibt FTAPI jedoch Anteilseigner und Mitglied des Advisory Boards.

## Plattform
Die FTAPI Software GmbH bietet eine Plattform zur Übertragung, Speicherung und Automatisierung von sensiblen Daten. Die Produktpalette ist modular aufgebaut und besteht aus vier eigenständigen, kombinierbaren Lösungen:
- FTAPI SecuMails: Ermöglicht den verschlüsselten Versand von E-Mails und Anhängen direkt aus bestehenden Mailclients wie Microsoft Outlook. Die Lösung unterstützt Ende-zu-Ende-Verschlüsselung (E2EE).[13]
- FTAPI SecuForms: Bietet datenschutzkonforme Online-Formulare, über die sensible Daten von externen Parteien an Unternehmen übermittelt werden können. Die Formulare können individuell angepasst und in bestehende Websites eingebettet werden.[14]
- FTAPI SecuRooms: Stellt virtuelle Datenräume zur Verfügung, die für den Datenaustausch und die kollaborative Bearbeitung vertraulicher Dokumente genutzt werden.[15]
- FTAPI SecuFlows: Dient der Automatisierung datensensitiver Prozesse und Workflows. Die Lösung ermöglicht es, strukturierte Datenflüsse über Systemgrenzen hinweg zu steuern – etwa bei der Anbindung von ERP-Systemen oder bei der Umsetzung digitaler Antragsstrecken.[16][17]

## Sicherheit
Die FTAPI Software GmbH setzt mit „SecuPass“ auf eine selbst entwickelte Ende-zu-Ende-Verschlüsselungstechnologie. Diese ermöglicht die sichere Übertragung und Speicherung von Dateien, ohne dass Sender oder Empfänger manuell Schlüssel oder Zertifikate austauschen müssen.
Die SecuPass-Technologie basiert auf einer hybriden Verschlüsselungsarchitektur:
- Symmetrische Verschlüsselung: Die zu übertragenden Daten werden mit dem AES-256-Standard verschlüsselt.
- Asymmetrischer Schlüsselaustausch: Der dabei verwendete AES-Schlüssel (auch „SecuPass-Key“ genannt) wird mit einem RSA-Schlüsselpaar (4096 Bit, OAEP Padding) abgesichert. Dieses RSA-Schlüsselpaar wird ausschließlich lokal auf dem Endgerät des Nutzers generiert.

Um die Ver- und Entschlüsselung systemübergreifend zu ermöglichen, wird der private RSA-Schlüssel mit einem vom Nutzer gewählten SecuPass-Passwort verschlüsselt und in dieser Form auf den Servern gespeichert.

## Zertifizierungen

### ISO 27001-Zertifizierung
Im Februar 2025 wurde das Informationssicherheits-Managementsystem der FTAPI Software GmbH vom TÜV Rheinland gemäß der internationalen Norm ISO/IEC 27001:2022 zertifiziert. Die Erstzertifizierung nach dem Vorgängerstandard erfolgte im Jahr 2022.

### BSI C5-Testat
Seit Dezember 2022 ist die FTAPI Software GmbH gemäß dem Prüfstandard BSI C5 (Cloud Computing Compliance Criteria Catalogue) des Bundesamts für Sicherheit in der Informationstechnik (BSI) auditiert und testiert.

## Kooperation mit Vodafone
Mitte März 2015 präsentierte Vodafone auf einer Pressekonferenz im Rahmen der CeBIT in Hannover eine Lösung zur E-Mail Verschlüsselung, die in enger Zusammenarbeit mit FTAPI entstanden ist und auf Technologie des Münchner Unternehmens basiert. „Secure E-Mail“ ist auf den geschäftlichen Alltag zugeschnitten und soll den rund 1,1 Millionen Business-Kunden von Vodafone künftig den einfachen, Ende-zu-Ende verschlüsselten Austausch von E-Mails und Dateianhängen über alle gängigen Endgeräte hinweg ermöglichen. Die Verfügbarkeit der App wurde für September 2015 in Aussicht gestellt und sollte mit allen Kommunikationspartnern kompatibel sein, unabhängig davon, ob diese Secure E-Mail auch verwenden. Eine hybride Verschlüsselung aus AES 256 und RSA 4096 sorgt für hohe Sicherheit. Der Schlüsselaustausch erfolgt, wie bei der gängigen FTAPI App, vollautomatisch und erfordert daher keinerlei Kenntnisse beim Anwender. Zum Ende des Jahres 2016 kündigte Vodafone die Einstellung des Dienstes zum 31. März 2017 und die Löschung aller Datenbestände an.

## Heartbleed
FTAPI war vom Heartbleed-Bug nicht betroffen, weil die firmeneigenen Server OpenSSL nicht verwenden.

## Poodle
FTAPI war kurzzeitig von der HTTPS-Sicherheitslücke Poodle betroffen. Um FTAPI-Server gegen die Angriffsmethode abzusichern, wurde wenige Tage nach Bekanntwerden das Software-Update 3.0.13 sowie ein Leitfaden zur Verfügung gestellt, welche serverseitig die Verwendung von SSLv3 unterbinden.

## Zero Knowledge
Alle von FTAPI seit der Firmengründung angebotenen Produkte basieren, nach eigener Aussage, auf dem von Edward Snowden geprägten Zero-Knowledge-Prinzip. Damit ist sichergestellt, dass nicht einmal Mitarbeiter des Unternehmens Einblick in Daten haben, die auf den Firmenservern gespeichert sind.

## Besonderheiten

### Dedizierte Server
FTAPI nutzt dedizierte Server. Dadurch können Unternehmen sicherstellen, dass ihre Daten auf einem eigenen Server gespeichert werden, und nicht – wie es normalerweise der Fall ist – zusammen mit vielen Daten anderer Nutzer auf einem Server lagern. Dadurch sind sie für potentielle Hackversuche weniger interessant, da sich Hacker in der Regel auf Server konzentrieren, die ihnen möglichst viele Daten auf einmal einbringen. Zudem verspricht das Unternehmen, dass sich alle Cloud-Server in Deutschland befinden.

### Verschlüsselte Ablage
Bei der Übertragung von Daten ist in der Regel die Zwischenspeicherung auf einem Server notwendig, von dem sie der Empfänger dann herunterladen kann. Mithilfe der Ende-zu-Ende-Verschlüsselung sind alle übermittelten Daten auch während dieser Phase, welche normalerweise die meiste Zeit beim Datentransfer in Anspruch nimmt und deshalb das größte Gefahrenpotential birgt, geschützt.

### Einfache Bedienbarkeit
Der Ansatz des Unternehmens, sichere Verschlüsselung mit einfacher Bedienbarkeit zu kombinieren, macht sich im alltäglichen Gebrauch deutlich bemerkbar. Im Gegensatz zu den teilweise komplexen Lösungen anderer Anbieter, lassen sich FTAPI-Produkte intuitiv bedienen, wodurch der verschlüsselte Datenaustausch kaum auffällt. So ermöglicht der Ad-hoc-Datei-Transfer das schnelle Versenden von Daten ohne aufwendige Konfigurationen vorzunehmen.